# Chengdu Research Base of Giant Panda Breeding
Chengdu Research Base Giant Panda Breeding (Kinesisk :成都大熊猫繁育研究基地), som også kaldes Chengdu Panda Base, der ligger i udkanten af storbyen Chengdu i Kina, er et center for forskning og avl af pandaer og andre sjældne dyr.
Chengdu Panda Base blev grundlagt i 1987. Det startede med seks pandaer, der blev reddet i naturen. I 2007, havde der været 110 fødsler af pandaer, og der var da 62 pandaer i centeret.
Centeret er på 106 hektar, men udvides til 200 hektar; Deres mål er at være en forskningsfacilitet, et bevarelses-uddannelsescenter og en internationalt turistdestination i verdensklasse, hvor folk fra hele verden kommer til Chengdu for at se på pandaer.
Centeret samarbejder med en lang række universiteter og zoologiske haver i både Japan, USA og Europa.